# Volta Internacional da Pampulha 2006
A Volta Internacional da Pampulha 2006 foi a oitava edição do evento. A prova foi realizada no dia 3 de dezembro e teve como vencedores Lucélia Peres e Franck Caldeira.

## Resultados

### Masculino
| Pos | Nº | Atleta                      | Idade | Equipe                    | Tempo    | Tempo    |
| Pos | Nº | Atleta                      | Idade | Equipe                    | Bruto    | Líquido  |
| --- | -- | --------------------------- | ----- | ------------------------- | -------- | -------- |
| 1   | 1  | Franck Caldeira             | 23    | Pé de Vento/Arpoador/Nike | 00:53:52 | 00:53:51 |
| 2   | 10 | Kosgei Kenneth Kiplimo      | 21    | Fila                      | 00:54:02 | 00:54:01 |
| 3   | 11 | Cosmers Kibet Kemboi        | 20    | Fila                      | 00:54:31 | 00:54:29 |
| 4   | 20 | Robinson Mayer dos Santos   | 27    | Imperial                  | 00:54:34 | 00:54:33 |
| 5   | 4  | Ubiratan José dos Santos    | 25    | Usina S. José SYMAP RBK   | 00:54:48 | 00:54:47 |
| 6   | 19 | João Ferreira de Lima       | 33    | Cruzeiro Esporte Clube    | 00:54:59 | 00:54:58 |
| 7   | 27 | Luis Paulo da Silva Antunes | 26    | Cruzeiro Esporte Clube    | 00:55:09 | 00:55:09 |
| 8   | 31 | Giomar Pereira da Silva     | 34    | UNIDF                     | 00:55:25 | 00:55:24 |
| 9   | 3  | Paulo Luiz dos Santos Filho | 24    | Cruzeiro Esporte Clube    | 00:55:39 | 00:55:39 |
| 10  | 9  | Rogério Ferreira            | 29    | AJAA/CIME-Pouso Alegre    | 00:55:52 | 00:55:51 |

### Feminino
| Pos | Nº  | Atleta                      | Idade | Equipe                 | Tempo    | Tempo    |
| Pos | Nº  | Atleta                      | Idade | Equipe                 | Bruto    | Líquido  |
| --- | --- | --------------------------- | ----- | ---------------------- | -------- | -------- |
| 1   | 207 | Lucélia de Oliveira Peres   | 34    | Petrobras/UPIS/Mizuno  | 01:02:14 | 01:02:13 |
| 2   | 216 | Márcia Narloch              | 37    | Mizuno Caixa           | 01:04:00 | 01:03:59 |
| 3   | 211 | Marily dos Santos           | 28    | Mizuno/Multsport       | 01:04:40 | 01:04:39 |
| 4   | 212 | Marizete Moreira dos Santos | 31    | Caso/Mizuno            | 01:05:00 | 01:04:59 |
| 5   | 214 | Edielza Alves dos Santos    | 26    | Cruzeiro Esporte Clube | 01:05:43 | 01:05:42 |
| 6   | 205 | Janete Gomes Barbosa        | 27    | SHORICAM-UNIDF         | 01:06:23 | 01:06:22 |
| 7   | 220 | Luzia de Souza Pinto        | 30    | Caixa                  | 01:07:09 | 01:07:08 |
| 8   | 208 | Maria Sandra Pereira Silva  | 34    | Loucorredores          | 01:07:22 | 01:07:21 |
| 9   | 202 | Conceição Carvalho Oliveira | 31    | FINDSEGASPCAIXA        | 01:07:33 | 01:07:32 |
| 10  | 221 | Rosilene Alves de Oliveira  | 30    | CORDF                  | 01:07:44 | 01:07:43 |